# Lijst van gemeentelijke monumenten in Maastricht-Zuidoost
De wijk Maastricht-Zuidoost in Maastricht heeft 180 panden/objecten die als gemeentelijk monument zijn beschreven in 84 regels (monumentnummers), verdeeld over 5 buurten.

## De Heeg
De buurt De Heeg kent geen gemeentelijke monumenten.

## Heer
De buurt Heer kent 144 panden/objectendie als gemeentelijk monument zijn beschreven beschreven in 50 regels (monumentnummers).

## Heugem
De buurt Heugem kent 26 panden/objectendie als gemeentelijk monument zijn beschreven beschreven in 25 regels (monumentnummers).

## Randwyck
De buurt Randwyck kent 4 panden/objectendie als gemeentelijk monument zijn beschreven beschreven in 3 regels (monumentnummers).
| Object                                              | Bouwjaar          | Architect | Locatie                              | Coördinaten                   | Nr.       | Afbeelding        |
| --------------------------------------------------- | ----------------- | --------- | ------------------------------------ | ----------------------------- | --------- | ----------------- |
| Veldkruis op de driesprong in het gehucht Vogelzang | 2e helft 20e eeuw |           | Vogelzang bij 12, westzijde kruising | 50° 49' 33" NB, 5° 42' 53" OL | 0935/3731 | Meer afbeeldingen |
| Mariabeeld in gevelnis                              |                   |           | Vogelzang 4                          | 50° 49' 32" NB, 5° 42' 58" OL | 0935/3732 | Meer afbeeldingen |
| Carréhoeve                                          | 1e helft 20e eeuw |           | Vogelzang 5-7                        | 50° 49' 31" NB, 5° 42' 57" OL | 0935/3722 | Carréhoeve        |

## Vroendaal
De buurt Vroendaal kent 6 panden/objecten die als gemeentelijk monument zijn beschreven.
| Object                                                        | Bouwjaar   | Architect | Locatie                                                                 | Coördinaten                   | Nr.       | Afbeelding        |
| ------------------------------------------------------------- | ---------- | --------- | ----------------------------------------------------------------------- | ----------------------------- | --------- | ----------------- |
| Tuin van vm. klooster Opveld ("Providentia")                  |            |           | Veldstraat – Lyceumpad -Vroendaelpad                                    | 50° 50' 6" NB, 5° 43' 52" OL  | 0935/290  | Meer afbeeldingen |
| Woonhuis                                                      | circa 1910 |           | Veldstraat 12-12a                                                       | 50° 50' 12" NB, 5° 43' 40" OL | 0935/440  | Woonhuis          |
| Bolaccaccia's                                                 |            |           | Rijksweg tussen Eijckelborg en Maastrichterweg                          | 50° 49' 17" NB, 5° 43' 44" OL | 0935/3827 | Upload foto       |
| Huisweide met hoogstamboomgaard omzoomd door meidoornhaag     |            |           | Rijksweg bij 96                                                         | 50° 49' 24" NB, 5° 43' 47" OL | 0935/3900 | Upload foto       |
| Huisweide met hoogstamboomgaard omzoomd door een meidoornhaag |            |           | Bronckweg (zuidzijde), aan de oostzijde van de Torenmolen van Gronsveld | 50° 49' 28" NB, 5° 43' 54" OL | 0935/3899 | Upload foto       |
| Meidoornhagen                                                 |            |           | Bronckweg (zuidzijde), rond de Torenmolen van Gronsveld                 | 50° 49' 28" NB, 5° 43' 48" OL | 0935/3897 | Upload foto       |